# Elbeuf-sur-Andelle
Pour les articles homonymes, voir Elbeuf (homonymie) et Andelle (homonymie).
Elbeuf-sur-Andelle est une commune française située dans le département de la Seine-Maritime en région Normandie.

## Géographie
| Saint-Aignan-sur-Ry     |                    | Le Héron           |
|                         | Elbeuf-sur-Andelle |                    |
| Saint-Denis-le-Thiboult |                    | Croisy-sur-Andelle |

La commune est traversée par l'Andelle et par l'Héronchelle.

### Hydrographie
La commune est située dans le bassin Seine-Normandie. Elle est drainée par l'Andelle, le Heron et un bras de le Héron,,.
L'Andelle, d'une longueur de 57 km, prend sa source dans la commune de Serqueux et se jette  dans la Seine à Pîtres, après avoir traversé 24 communes. Les caractéristiques hydrologiques de l'Andelle sont données par la station hydrologique située sur la commune de Vascœuil. Le débit moyen mensuel est de 3,94 m3/s. Le débit moyen journalier maximum est de 16,9 m3/s, atteint lors de la crue du 3 janvier 2003. Le débit instantané maximal est quant à lui de 18,8 m3/s, atteint le 2 janvier 2003.
Le Héron, d'une longueur de 14 km, prend sa source dans la commune de Buchy et se jette  dans l'Andelle à Vascœuil, après avoir traversé six communes. 

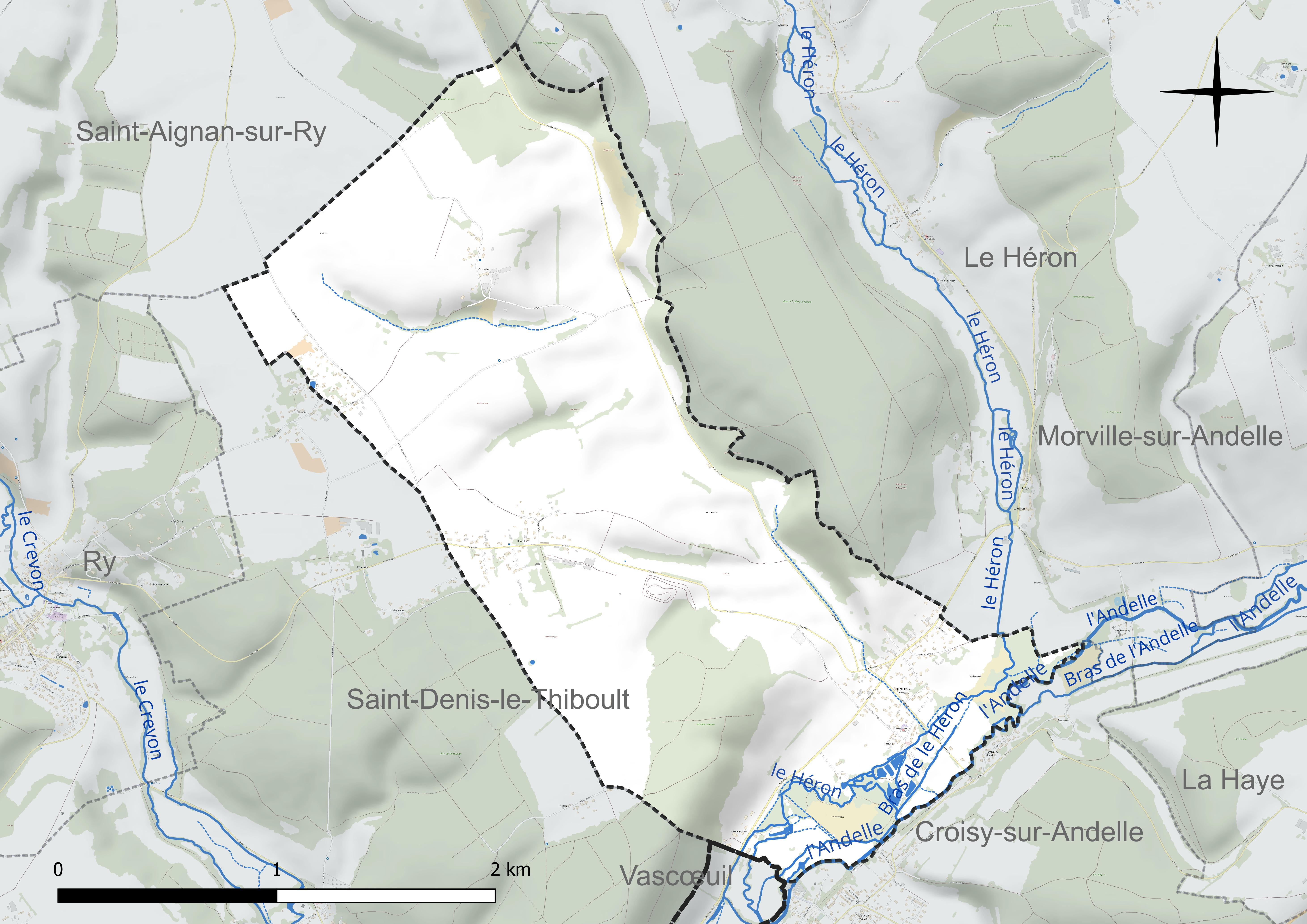
Réseau hydrographique d'Elbeuf-sur-Andelle.

### Climat
Pour des articles plus généraux, voir Climat de la Normandie et Climat de la Seine-Maritime.
En 2010, le climat de la commune est de type climat océanique dégradé des plaines du Centre et du Nord, selon une étude du CNRS s'appuyant sur une série de données couvrant la période 1971-2000. En 2020, Météo-France publie une typologie des climats de la France métropolitaine dans laquelle la commune est exposée à un climat océanique et est dans la région climatique Côtes de la Manche orientale, caractérisée par un faible ensoleillement (1 550 h/an) ; forte humidité de l’air (plus de 20 h/jour avec humidité relative > 80 % en hiver), vents forts fréquents. Parallèlement le GIEC normand, un groupe régional d’experts sur le climat, différencie quant à lui, dans une étude de 2020, trois grands types de climats pour la région Normandie, nuancés à une échelle plus fine par les facteurs géographiques locaux. La commune est, selon ce zonage, exposée à un « climat maritime », correspondant au Pays de Caux, frais, humide et pluvieux, légèrement plus frais que dans le Cotentin.
Pour la période 1971-2000, la température annuelle moyenne est de 10,6 °C, avec une amplitude thermique annuelle de 14,1 °C. Le cumul annuel moyen de précipitations est de 820 mm, avec 12,8 jours de précipitations en janvier et 8,1 jours en juillet. Pour la période 1991-2020, la température moyenne annuelle observée sur la station météorologique la plus proche, située sur la commune de Boos à 17 km à vol d'oiseau, est de 10,9 °C et le cumul annuel moyen de précipitations est de 847,5 mm,. Pour l'avenir, les paramètres climatiques de la commune estimés pour 2050 selon différents scénarios d’émission de gaz à effet de serre sont consultables sur un site dédié publié par Météo-France en novembre 2022.

## Urbanisme

### Typologie
Au 1er janvier 2024, Elbeuf-sur-Andelle est catégorisée commune rurale à habitat dispersé, selon la nouvelle grille communale de densité à sept niveaux définie par l'Insee en 2022.
Elle est située hors unité urbaine. Par ailleurs la commune fait partie de l'aire d'attraction de Rouen, dont elle est une commune de la couronne,. Cette aire, qui regroupe 317 communes, est catégorisée dans les aires de 200 000 à moins de 700 000 habitants,.

### Occupation des sols
L'occupation des sols de la commune, telle qu'elle ressort de la base de données européenne d’occupation biophysique des sols Corine Land Cover (CLC), est marquée par l'importance des territoires agricoles (82,2 % en 2018), en diminution par rapport à 1990 (86,3 %). La répartition détaillée en 2018 est la suivante : 
terres arables (38,3 %), prairies (38,3 %), forêts (13,7 %), zones agricoles hétérogènes (5,5 %), zones urbanisées (4,1 %). L'évolution de l’occupation des sols de la commune et de ses infrastructures peut être observée sur les différentes représentations cartographiques du territoire : la carte de Cassini (XVIIIe siècle), la carte d'état-major (1820-1866) et les cartes ou photos aériennes de l'IGN pour la période actuelle (1950 à aujourd'hui).

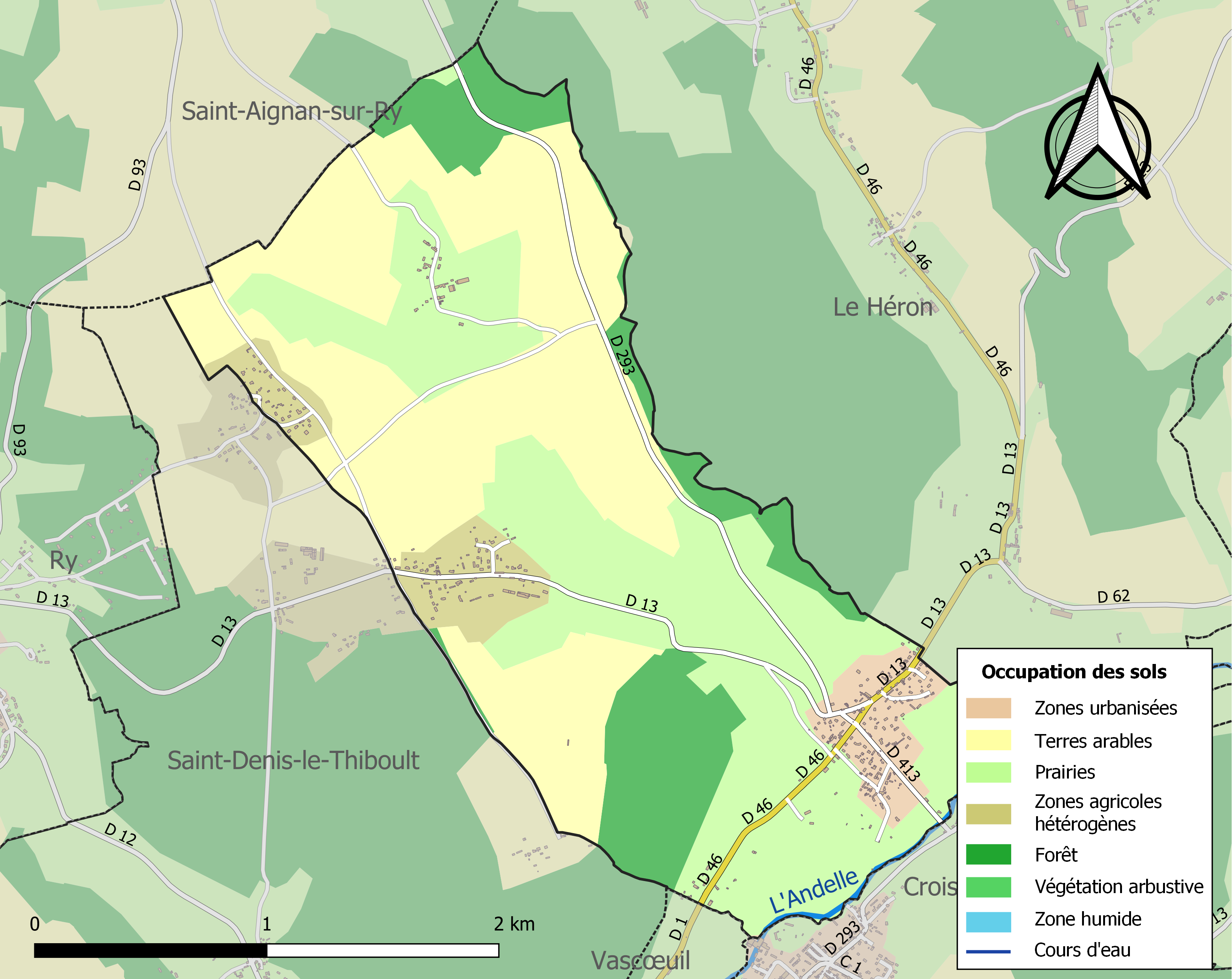
Carte des infrastructures et de l'occupation des sols de la commune en 2018 (CLC).

## Toponymie
Le nom est attesté sous la forme latinisée Wellebotum en 1218.
Les formes anciennes sont comparables à celles des autres Elbeuf de Seine-Maritime.
Le premier élément est sans doute le vieil anglais wella ou vieux norrois vella « source, fontaine », voire « cours d'eau », que l'on identifie aussi dans Veules-les-Roses (Seine-Maritime, Wellas XIe siècle). Cependant le W- [w] initial, plutôt que d'évoluer en V- [v] vers le XIIe siècle, comme c'est généralement le cas dans la partie septentrionale de la Normandie (cf. ci-dessus), s'est totalement amuï. Ce phénomène s'observe assez fréquemment dans la toponymie haut-normande devant e ou i (cf. Igoville, Iville, etc.).
Le second élément souvent rencontré, essentiellement en Haute-Normandie représente le vieux norrois bóð « abri, baraque » qui a sans doute pris dans cette région le sens plus général de « village » (cf. les Criquebeuf, Daubeuf, etc.). L'évolution phonétique en -beuf (que l'on trouve anciennement sous les formes -buod, -bod, ou encore -bot, -both) s'explique par un passage de -both à -bod, puis à -bof (cf. Elbeuf-en-Bray, Wellebof 1046 - 1048), par analogie avec des mots comme bief (anciennement bied) et bœuf (bos, bovis). De plus, certains termes avec [d] intervocalique présentent parfois des stades intermédiaires en [v] : *bladu> *blavu (cf. emblaver)> blef> blé.
L’Andelle est une rivière, affluent de la rive droite du fleuve la Seine, dans les deux départements de l'Eure et de la Seine-Maritime.

## Histoire
Avant la Révolution, la paroisse dépendait du doyenné de Ry, du bailliage, de la vicomté et de l'élection de Rouen.

## Politique et administration
| Période                                  | Période                    | Identité         | Étiquette | Qualité                                   |
| ---------------------------------------- | -------------------------- | ---------------- | --------- | ----------------------------------------- |
| Les données manquantes sont à compléter. |                            |                  |           |                                           |
| mars 2001                                | En cours (au 10 août 2020) | Patrick Lelouard | SE        | Mécanicien Réélu pour le mandat 2020-2026 |

### Européennes de 2024
Dans cette commune, Manon Aubry arrive deuxième (16,17% contre 9,33% en 2019),, PS-Place publique (15,55% contre 9,33% en 2019),, terminant 3ème. La participation reste stable, à 40,47% contre 40,97%,, mais très inférieure à la moyenne nationale (52,50%).

## Démographie
Elbeuf-sur-Andelle comptait 67 feux en 1722.
L'évolution du nombre d'habitants est connue à travers les recensements de la population effectués dans la commune depuis 1793. Pour les communes de moins de 10 000 habitants, une enquête de recensement portant sur toute la population est réalisée tous les cinq ans, les populations de référence des années intermédiaires étant quant à elles estimées par interpolation ou extrapolation. Pour la commune, le premier recensement exhaustif entrant dans le cadre du nouveau dispositif a été réalisé en 2007.

En 2022, la commune comptait 446 habitants, en évolution de −5,91 % par rapport à 2016 (Seine-Maritime : +0,35 %, France hors Mayotte : +2,11 %).
| 1793 | 1800 | 1806 | 1821 | 1831 | 1836 | 1841 | 1846 | 1851 |
| ---- | ---- | ---- | ---- | ---- | ---- | ---- | ---- | ---- |
| 343  | 346  | 357  | 269  | 281  | 269  | 280  | 260  | 280  |

| 1856 | 1861 | 1866 | 1872 | 1876 | 1881 | 1886 | 1891 | 1896 |
| ---- | ---- | ---- | ---- | ---- | ---- | ---- | ---- | ---- |
| 284  | 270  | 249  | 233  | 239  | 234  | 227  | 230  | 218  |

| 1901 | 1906 | 1911 | 1921 | 1926 | 1931 | 1936 | 1946 | 1954 |
| ---- | ---- | ---- | ---- | ---- | ---- | ---- | ---- | ---- |
| 206  | 197  | 175  | 160  | 150  | 128  | 133  | 213  | 183  |

| 1962 | 1968 | 1975 | 1982 | 1990 | 1999 | 2006 | 2007 | 2012 |
| ---- | ---- | ---- | ---- | ---- | ---- | ---- | ---- | ---- |
| 155  | 147  | 127  | 184  | 245  | 284  | 362  | 373  | 446  |

| 2017 | 2022 | - | - | - | - | - | - | - |
| ---- | ---- | - | - | - | - | - | - | - |
| 473  | 446  | - | - | - | - | - | - | - |

## Économie
- Pisciculture (truites et saumons).

## Culture locale et patrimoine

### Lieux et monuments

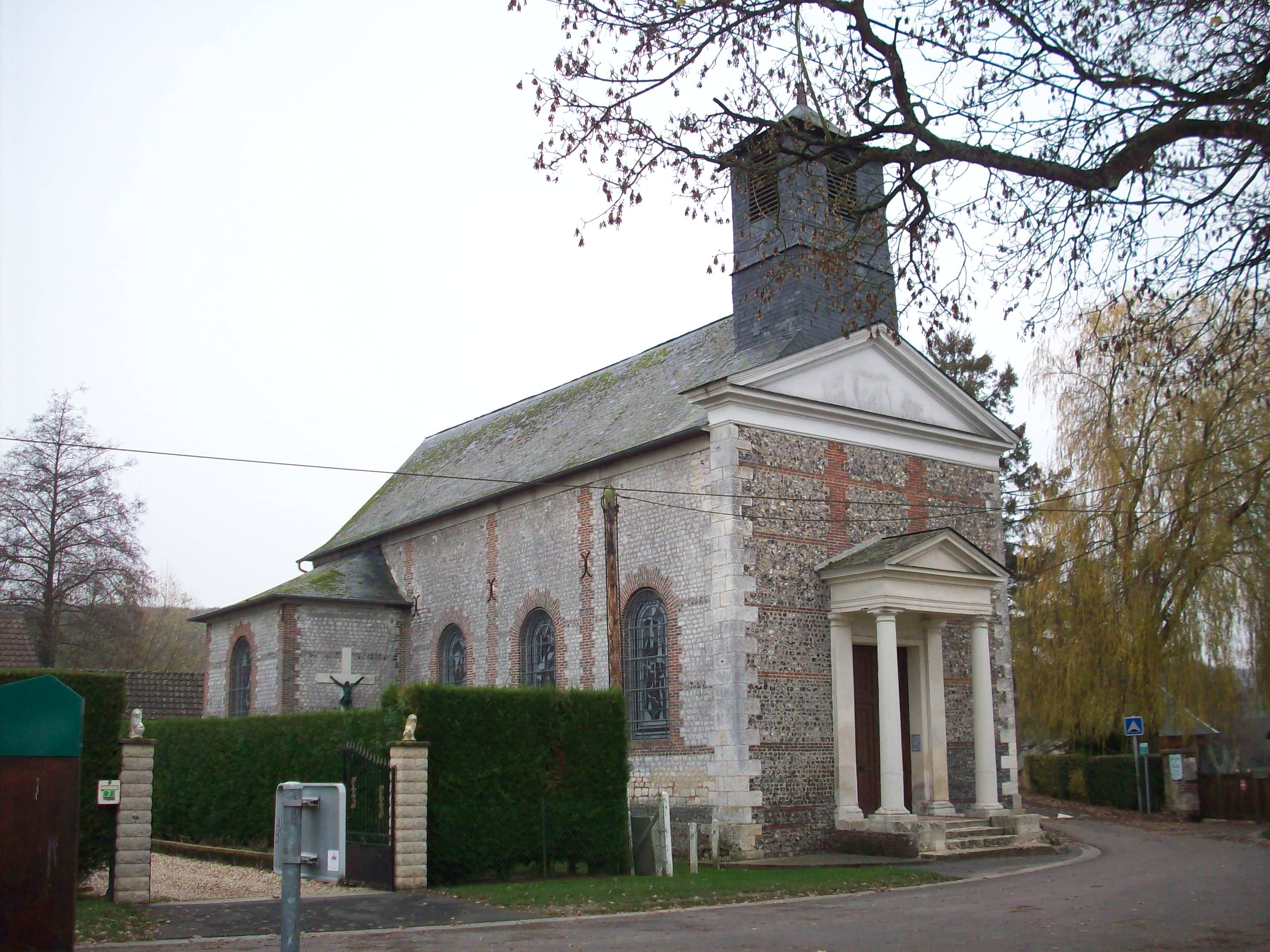
Église Saint-Pierre-et-Saint-Paul.

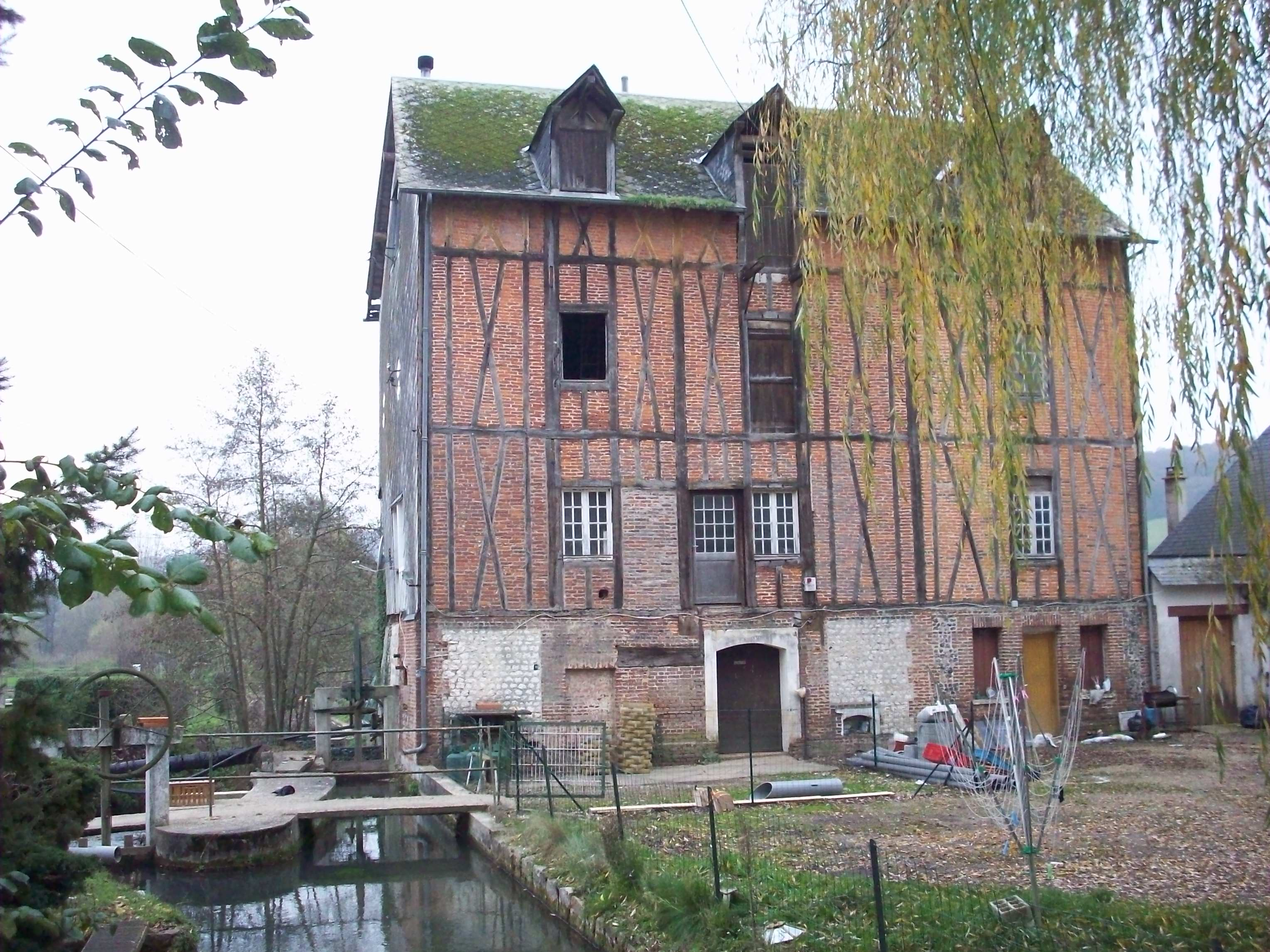
Moulin sur l'Andelle.

- Église Saint-Pierre-et-Saint-Paul, reconstruite en 1845 en silex, brique et pierre[29].
- Moulin à eau.

## Héraldique
| Blason de Elbeuf-sur-Andelle | Blason  | Coupé ondé mi parti en chef : au 1 de gueules à deux léopards d'or, armés et lampassés d'azur l'un au-dessus de l'autre, au 2 d'argent à deux roseaux à massettes, chacun fleuri de deux pièces au naturel, au 3 d'azur à trois truites d'argent. |
| Blason de Elbeuf-sur-Andelle | Détails | Les deux léopards d'or rappellent les armoiries de la Normandie. Créé par JF Binon. Page Commune 2021 |